# Canal de Berdún
Canal de Berdún är en kommun i Spanien.   Den ligger i provinsen Provincia de Huesca och regionen Aragonien, i den nordöstra delen av landet, 300 km nordost om huvudstaden Madrid. Antalet invånare är 365. Arean är 133 kvadratkilometer. Canal de Berdún gränsar till Bailo, Bagüés, Longás, Mianos, Sigüés, Salvatierra de Esca, Fago, Ansó, Valle de Hecho och Puente la Reina de Jaca. 
Terrängen i Canal de Berdún är huvudsakligen kuperad, men den allra närmaste omgivningen är platt.